# Ralf Bornkessel

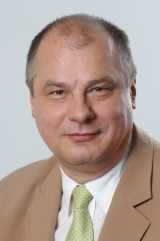
Ralf Bornkessel

Ralf Bornkessel (* 17. April 1958 in Weimar) ist ein deutscher Politiker (Bündnis Deutschland, zuvor CDU, Freie Wähler und Bürger für Thüringen) und war von 2008 bis 2009 Abgeordneter des 4. Thüringer Landtags.

## Leben
Nach dem Abschluss der Polytechnischen Oberschule in Gera absolvierte Bornkessel von 1974 bis 1977 eine Berufsausbildung als Baufacharbeiter mit Abitur bei der SDAG Wismut in Gera. Von 1977 bis 1980 leistete er seinen Wehrdienst und war im Anschluss als Vermessungsfacharbeiter in Ronneburg tätig. In Dresden studierte er von 1984 bis 1987 an der Ingenieurschule für Geodäsie und Kartographie. Anschließend war er als Vermessungsingenieur sowie als Sachbearbeiter für Vermessung beim Straßenbauamt Gera tätig.
Seit September 1990 ist er freiberuflicher Vermessungsingenieur und seit 1995 als solcher auch öffentlich bestellt.
Bornkessel ist verheiratet und hat zwei Kinder.

## Politischer Werdegang

### Parteipolitik
1995 trat Bornkessel in Gera der CDU bei. Dem dortigen Kreisvorstand gehörte er von 2000 bis 2010 an, u. a. als stellvertretender Vorsitzender. Von 1996 bis 2009 wirkte er als Mitglied des Landesfachausschusses Wirtschaft der CDU Thüringen, ab 1997 auch als Vorsitzender des Kreisfachausschusses Wirtschaft der CDU Gera. 
Ende September 2014 trat er aus der CDU aus. Ab 2019 war er Mitglied der Freien Wähler in Thüringen, die er 2023 wieder verließ. Von März 2023 bis März 2024 war er Mitglied der Bürger für Thüringen, ehe er im April 2024 Bündnis Deutschland beitrat.
Bei der Landtagswahl im September 2024 trat er für seine Partei auf Listenplatz 5 der Landesliste an.
Seit April 2024 ist Bornkessel im Thüringer Landesvorstand als Beisitzer aktiv.

### Öffentliche Ämter und Mandate
Im Mai 2008 rückte er für den ausgeschiedenen Abgeordneten Andreas Trautvetter in den Thüringer Landtag nach und war u. a. ordentliches Mitglied im Bildungsausschuss. Bei der Landtagswahl 2009 kandidierte er um ein Direktmandat im Wahlkreis Gera II, das jedoch erneut von Dieter Hausold (Die Linke) gewonnen wurde. Da er auch über die Landesliste der CDU (Platz 35) nicht wiedergewählt wurde, schied Bornkessel aus dem Landtag aus.
1998 wurde Bornkessel für die CDU in den Stadtrat von Gera gewählt und war von 2002 bis 2009 Vorsitzender des Wirtschaftsausschusses sowie stellvertretender Vorsitzender des Bauausschusses. Nach seinem Parteiaustritt wechselte er im Oktober 2013 in die Fraktion Bürgerschaft Gera. 2019 schied er schließlich aus dem Stadtrat aus.

### Weiteres Wirken
Von 1994 bis 2008 war er Mitglied im erweiterten Vorstand der Landesgruppe Thüringen des Bundes der Öffentlich bestellten Vermessungsingenieure.
Von 1995 bis 2016 engagierte sich Bornkessel in der Mittelstandsvereinigung (MIT) der CDU/CSU. Dort war er Mitglied des Landesvorstandes in Thüringen sowie von 1998 bis 2011 MIT-Kreisvorsitzender in Gera. Seit 1997 ist er Mitglied der Vertreterversammlung der Ingenieurkammer Thüringen.